# 이상락
이상락(李相庚, 1953년 5월 30일~)은 대한민국의 정치인이다. 제17대 국회의원을 지냈다.
초졸 학력 임에도 주산고 졸업 학력을 위조하여 정치 활동을 하다가 국회의원 당선 무효형을 선고받고 복역하였다.

## 역대 선거 결과
|  | 19.4% |

|  | 54.50% |

|  | 60.69% |

|  | 53.32% |

|  | 39.21% |